# Batalla de Arques (1589)
La batalla de Arques fue una batalla que se libró en Arques-la-Bataille del 15 al 18 de septiembre de 1589 entre el ejército real francés de Enrique IV de Francia y las tropas de la Santa Liga de París, comandadas por Carlos de Lorena, durante la octava y última guerra (1585-1598) de las Guerras de religión de Francia. El combate finalizó con la victoria de Enrique IV.

## Antecedentes
A la muerte de Enrique III de Francia, el hugonote Enrique de Navarra se convirtió en el primero de la línea sucesoria al trono francés (Enrique IV). A pesar de que rápidamente declaró su intención de "mantener y preservar la religión católica, apostólica y romana" en el país (en francés: "maintenir et conserver la religion catholique, apostolique et romaine"), las principales ciudades francesas se pusieron del lado de la Liga Católica y de su jefe, el duque de Mayena (hermano menor del fallecido Enrique I, duque de Guisa).
En ese momento, el ejército real se encontraba desorganizado y Enrique IV sólo podía contar con apenas 20.000 hombres para conquistar un país en rebelión. Para llevar a cabo esta tarea, dividió sus tropas entre tres comandantes: Enrique de Orleans, duque de Longueville (1568-1595) por Picardía, Juan VI de Aumont por Champaña y Enrique IV por Normandía (donde esperaba refuerzos de Isabel I de Inglaterra). El 6 de agosto de 1589, Enrique montó un campamento con 8.000 hombres en el puerto de Dieppe.
El duque de Mayena intentó recuperar ese puerto estratégico a las fuerzas del Enrique y expulsarlo de Normandía. Reunió 35.000 soldados, más las milicias cambresianas y lorenesas dirigidas por el marqués de Pont-à-Mousson, para atacar la ciudad.
Al saber que un ataque contra un ejército de ese tamaño sería insustancial y que la permanencia en la ciudad de Dieppe sería suicida, Enrique (después de consultarlo con el duque de Longueville y el duque de Aumont) decidió marchar a la ciudad de Arques (hoy llamada "Arques-la-Bataille") y fortificar la zona.

## La batalla
Entre el 15 y el 29 de septiembre de 1589, las tropas de la Liga Católica lanzaron varios ataques contra Arques, pero la artillería real contestó contra las fuerzas del Duque de Mayena. Los ataques eran sumamente mortales para ambos bandos, y pronto el lado de Enrique IV se encontró escaso de efectivos.
El rescate de Enrique vino del mar el 23 de septiembre: 4.000 soldados ingleses enviados por la reina Isabel I de Inglaterra habían partido de Inglaterra en varias oleadas durante tres días. Viendo estos refuerzos, el duque de Mayena decidió retirarse, dejando a Enrique IV victorioso.